# SN 2023ixf

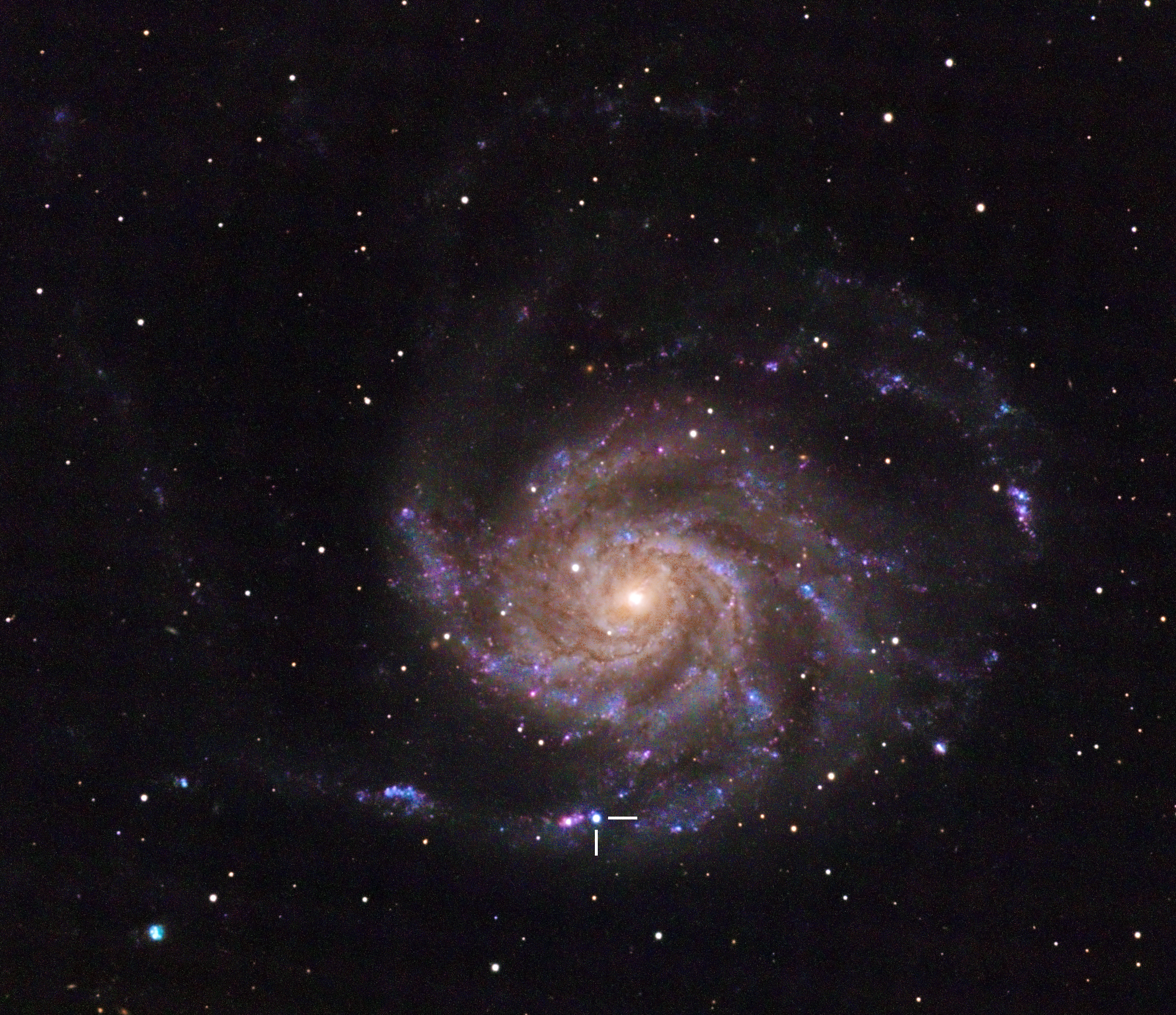
SN2023ixf in Messier 101

SN 2023ixf ist eine Supernova vom Typ II (Kernkollaps) in der Pinwheel-Galaxie (M101). Sie wurde erstmals am 19. Mai 2023 von Koichi Itagaki beobachtet und sofort als Supernova vom Typ II klassifiziert. Die anfängliche scheinbare Helligkeit bei der Entdeckung betrug 14,9 mag. Nach der Entdeckung fand das Zwicky-Transient-Facility-Projekt zwei Tage vor der Entdeckung ein Bild der Supernova bei einer Helligkeit von 15,87 mag. Die Supernova ist etwa 21 Millionen Lichtjahre von der Erde entfernt und dürfte nach den derzeitigen Modellen der Sternentwicklung entweder einen Neutronenstern oder ein Schwarzes Loch hinterlassen haben.
Die Supernova befindet sich in der Nähe einer markanten HII-Region, NGC 5461, in einem äußeren Spiralarm der hellen Galaxie.
Am 22. Mai 2023 war SN 2023ixf etwa auf die Helligkeit 11 mag aufgehellt. Sie kann in Teleskopen mit einer Öffnung von nur 114 mm gesehen werden und sollte in Hinterhofteleskopen noch einige Monate lang sichtbar sein. Die letzte Supernova, die der Erde so nahe kam, war SN 2014J in Messier 82, etwa 12 Millionen Lichtjahre von der Erde entfernt. Um den 10. Juni 2023 begann die Supernova zu verblassen.
Bevor er zu einer Supernova wurde, war der Vorgängerstern vermutlich ein Überriese mit einer absoluten Helligkeit im nahen Infrarot (814 nm) von MF814W = −4,66.